# Annapolis (municipal county)
Annapolis, Municipality of the County of Annapolis – jednostka samorządowa (municipal county) w kanadyjskiej prowincji Nowa Szkocja powstała 17 kwietnia 1879 na bazie terenów hrabstwa Annapolis. Według spisu powszechnego z 2016 obszar county municipality, składający się z czterech (A, B, C, D) części (będących jednostkami podziału statystycznego (census subdivision)) to: 3178,21 km² (A: 614,33 km², B: 377,28 km², C: 207,25 km², D: 1979,35 km²), a zamieszkiwało wówczas ten obszar 18 252 osoby (A: 5866 os., B: 4448 os., C: 4947 os., D: 2991 os.).